# Rudolf Hruska
Rudolf Hruska (2 juillet 1915 à Vienne en Autriche - 4 décembre 1995) était un ingénieur automobile allemand.

## Biographie
Après ses études et son diplôme d'ingénieur de l'Université de Vienne, il  s'installe à Stuttgart où, en 1938, il est recruté par le bureau d'études techniques de Ferdinand Porsche. Il devient rapidement le principal collaborateur de Ferdinand Anton Ernst Porsche, son fils, pour la conception, le développement et l'industrialisation de la Volkswagen Coccinelle mais aussi des chars d'assaut Tigre I et Tigre II. 
À la fin de la Seconde Guerre mondiale en 1947, il suivra Ferry Porsche dans son aventure au sein du constructeur italien Cisitalia qui fera libérer son père, incarcéré en France. Il décida peu après de s'installer définitivement en Italie. 
En 1951, il devient consultant pour Finmeccanica qui le plaça dans sa filiale automobile Alfa Romeo. En 1954, il en devient le directeur technique chargé des divisions production et conception. Il supervisera directement la conception des nouvelles Alfa Romeo Giulietta (1954) Sprint et Spider. Deux ans plus tard, il est nommé directeur adjoint de la production technique et économique, mais en 1959, il démissionne à la suite de frictions avec la direction de l'IRI, l'organisme de l'État Italien propriétaire du constructeur milanais. 
Les offres d'emploi ne manquent pas à la fois des constructeurs allemands Porsche et BMW, prêts à lui confier la direction de leur entreprise, mais Hruschka, qui a fait modifier son nom peu après son arrivée en Italie, en Hruska hésite à quitter l'Italie et préfère accepter la proposition de Fiat où il sera chargé de la complète réorganisation de sa filiale française Simca. Il participera ensuite à la conception de la gamme Fiat 850. 
Au milieu des années 1960, il sera rappelé par le nouveau directeur général d'Alfa Romeo, Giuseppe Luraghi qui le chargera du projet Alfasud. La tâche qui lui fut confiée n'était pas seulement de coordonner la conception de la nouvelle voiture, mais aussi la conception des structures et des infrastructures de l'unité de production de la nouvelle usine de Pomigliano d'Arco. Hruska accepta la mission à la condition qu'Alfa Romeo engage également son équipe de 28 techniciens italiens qui avaient travaillé avec lui pour la réorganisation de SIMCA, cédée à Chrysler peu après par FIAT. 
À peine installé dans son nouveau bureau, spécialement et secrètement construit à côté du précédent pour dissimuler les plans et autres documents aux regards indiscrets de la presse, Hruska et ses assistants travaillent d'arrache pied pour mettre au point une série de propositions qui seront soumises à la direction d'Alfa Romeo. 
Le 15 janvier 1968, après des dizaines de projets proposés et discutés, il présente le plan directeur de la construction de la nouvelle usine de Pomigliano d'Arco qui donnera naissance à l'Alfasud. Il avait prévu la construction des nouveaux ateliers et le démarrage de la production en janvier 1972, moyennant une dépense de 300 milliards de £ires. La pose de la première pierre a eu lieu le 28 avril de la même année, en présence du Chef du Gouvernement Italien, Aldo Moro. 
Les conflits sociaux liés à l'automne chaud (le mai 68 italien) et ceux des années suivantes mirent à dure épreuve la renommée du «directeur d'Absbourg» que Hruska avait hérité de ses précédentes missions. Pendant les travaux, le chantier Alfasud a été retardé par près d'un million d'heures de grève. Néanmoins, le projet sera mené à son terme et la production débutera avec seulement trois mois de décalage, en avril 1972. Il faut également de souligner, parce que c'est un point tout à fait unique dans l'histoire de la construction, le montant total des dépenses a été inférieur de 25 milliards de £ires comparé aux 300 milliards budgétés. 
L'Alfa Romeo Alfasud, qui alliait modernité technique avec sa traction avant, une première pour la marque, et la solidité du moteur boxeur, a connu une très forte demande sur le marché intérieur comme à l'étranger. 
Après qu'il aura fait valoir ses droits à la retraite en 1980, Hruska passera ses dernières années de travail en partageant son temps entre Italdesign et le centre de style I.DE.A de Moncalieri.